# Bulat Jumadilov
Bulat Jumadilov (in kazako Болат Жумадилов?; 22 aprile 1973) è un ex pugile kazako.

## Palmarès

### Olimpiadi
- 2 medaglie:
  - 2 argenti (Atlanta 1996 nei pesi mosca; Sydney 2000 nei pesi mosca)

### Mondiali dilettanti
- 3 medaglie:
  - 1 oro (Houston 1999 nei pesi mosca)
  - 1 argento (Berlino 1995 nei pesi mosca)
  - 1 bronzo (Budapest 1997 nei pesi mosca)